# Uchiage hanabi, shita kara miru ka? Yoko kara miru ka?
Uchiage hanabi, shita kara miru ka? Yoko kara miru ka? (jap. 打ち上げ花火、下から見るか? 横から見るか?) – japoński film animowany z 2017, stworzony przez Shaft i wydany przez Tōhō. Reżyserami byli Akiyuki Shinbo i Nobuyuki Takeuchi, autorem scenariusza – Hitoshi Ōne, muzykę skomponował zaś Satoru Kōsaki. Produkcja jest adaptacją filmu aktorskiego z 1993 o tym samym tytule.
Produkcja była nominowana do nagrody Japońskiej Akademii Filmowej w kategorii Animacja Roku w 2018 oraz do nagrody Crunchyroll Anime Awards w kategorii Najlepszy Film w 2019.